# Eulithinus analis
Eulithinus analis ist eine wenig erforschte Art der zu den Insekten gehörenden Ohrwürmer und ist endemisch in der Sierra Nevada in Spanien verbreitet.

## Merkmale
Die Körperlänge beträgt einschließlich der Zangen 10–12 mm. Sollte es sich bei Eulithinus montanus um ein Synonym handeln (s. Abschnitt Taxonomie), beträgt die Körperlänge einschließlich der Zangen 7,5–12 mm. Der Kopf ist rötlichbraun mit einem dunkleren Fleck zwischen den Augen. Er ist breit, glatt und die postfrontalen und coronalen Nähte sind undeutlich. Der Hinterrand ist leicht konkav in der Mitte. Das Pronotum ist bei den Weibchen orangebraun und bei den Männchen dunkelbraun mit hellen Seitenrändern. Es ist sehr breit, die Seitenränder verbreitern sich zum Ende hin leicht und die Hinterecken sind abgerundet. Der Hinterrand ist konvex, die mediane Längsfurche deutlich sichtbar. Die Elytren sind gelblich. Sie sind nur unvollständig vorhanden, jedoch größer als bei den Gattungen Chelidura und Chelidurella. Sie ähneln denen von Pseudochelidura. Am Außenrand sind sie am breitesten, in der Mitte sehr schmal, somit wirken sie entweder seitlich betrachtet v-förmig oder wie von unterhalb des Körpers nach oben umgeschlagene Lappen. Sie sind etwas kürzer als das Pronotum, der Hinterrand ist schräg gestutzt. Hinterflügel fehlen, die Art ist wie viele gebirgsbewohnende Ohrwürmer nicht flugfähig. Das Abdomen ist rötlichbraun bis schwarzbraun, relativ kurz, leicht abgeflacht und die Tergite sind punktiert. Die seitlichen Drüsenfalten auf den Tergiten 3–4 sind klein. Das letzte Tergit ist sehr breit, in der Mitte nahe des Hinterrandes abgeflacht und mit zwei stumpfen seitlichen Ausstülpungen besetzt. Das Pygidium ist breit, trapezoid und die Seitenwinkel sind zapfenförmig. Sie sind mit einem scharfen seitlichen Zahn geschmückt. Der Hinterrand des letzten Sternits ist breit gerundet. Bei der charakteristischen Zange der Männchen verlaufen die stark abgeflachten Basen der beiden Äste stark nach außen, mit einem abgeflachten Zahn an der Innenseite. Dahinter verlaufen sie annähernd parallel nach hinten, sind leicht geschwungen und nähern sich nach hinten heraus leicht der Mitte an. Die Genitalien sind vom Forficula-Typ. Sie sind normal entwickelt, die zentrale paramerale Platte ist basal leicht verschmälert und erweitert sich apikal. Die Virga innerhalb der Penisloben ist vom Forficula-Typ und kurz. Die externalen Parameren sind vergleichsweise lang, gerade und zum Ende hin stumpf. Die Zangen der Weibchen sind einfach, gerade und sehr kurz. Die Beine von Eulithinus analis sind gelblich, die Antennen braun.

### Ähnliche Arten
Besonders ähnlich ist die Gattung Pseudochelidura. Bei dieser Gattung sind die Elytren identisch geformt wie bei Eulithinus. Jedoch sind die Arten geographisch isoliert von Eulithinus. Bei den beiden iberischen Arten Pseudochelidura sinuata und Pseudochelidura cantabrica können die Zangen der Männchen in ihrer Form variieren. Bei manchen treffen sich die Spitzen der Seitenäste beinahe, da sie sich einander nähern, bei anderen sind sie ebenfalls beinahe parallel. In fast allen Merkmalen ähneln sich die beiden Gattungen sehr, daher ist der Fundort das sicherste Unterscheidungsmerkmal. Auch in Italien leben zwei Pseudochelidura-Arten. Von Mesochelidura bolivari aus Zentralspanien und Mesochelidura occidentalis aus Portugal unterscheidet sich die Art vor allem durch die Elytren und die Form der männlichen Zangen. Jedoch sind auch diese beiden Arten geographisch isoliert, das Gleiche gilt für Chelidura pyrenaica aus den Pyrenäen. Eventuell können die Weibchen noch mit Guanchia pubescens verwechselt werden, da auch bei dieser Art die Elytren am Hinterrand schräg zur Mitte zeigen. Jedoch bieten die Zangen und die allgemeine Form gute Unterscheidungsmöglichkeiten. Auffällig ist, dass der dunkle Fleck zwischen den Augen nicht nur bei Eulithinus und Pseudochelidura, sondern auch bei Nymphen der australischen Art Carcinophora occidentalis auftritt.

## Verbreitung
Eulithinus analis lebt endemisch in der Sierra Nevada (Spanien).

## Lebensraum
Die Art lebt in höheren Gebirgslagen.

## Taxonomie
Die Art wurde 1838 von Jules Pierre Rambur unter dem Namen Forficula analis erstbeschrieben.
Ähnlich wie bei den vormals anerkannten Arten Pseudochelidura sinuata, Pseudochelidura minor und Pseudochelidura montuosa aus den Pyrenäen, die schließlich zu Pseudochelidura sinuata zusammengefasst wurden mit einer sp. nov. (neuen Art) Pseudochelidura cantabrica, ist auch bei Eulithinus analis und der Schwesterart Eulithinus montanus damit zu rechnen, dass es sich um Synonyme der gleichen Art handelt, die früher aufgrund variabler Zangenformen und Größen in zwei verschiedene Arten unterteilt wurde, aber nach phylogenetischen Ergebnissen eine Art darstellen. Da diese Arten sympatrisch in einem kleinen Gebirge vorkommen, ist nicht mit neuen Arten zu rechnen. Bisher wurde jedoch noch keine Studie dazu abgeschlossen und bis dahin müssen die Arten E. analis und E. montuosa als getrennte Arten betrachtet werden. Nach Steinmann (1993) unterscheiden sie sich folgendermaßen: E. montanus ist deutlich kleiner, dunkler gefärbt, die Zangenspitzen der Männchen sind gekrümmt statt gerade und der Zahn am Innenrand der Zangen liegt stärker Richtung Mitte. Das Pygidium besitzt zwei laterale Zähne. Ob es sich um brachylabia- und macrolabia-Formen oder zwei Arten handelt, werden zukünftige Studien zeigen, die aktuell im Gange sind. Möglicherweise handelt es sich bei E. analis auch um eine Art der Gattung Pseudochelidura. Bisher ist bekannt, dass die beiden Gattungen Schwestertaxa bilden, möglicherweise handelt es sich jedoch um die gleiche Gattung.